# Kloster Gottstatt

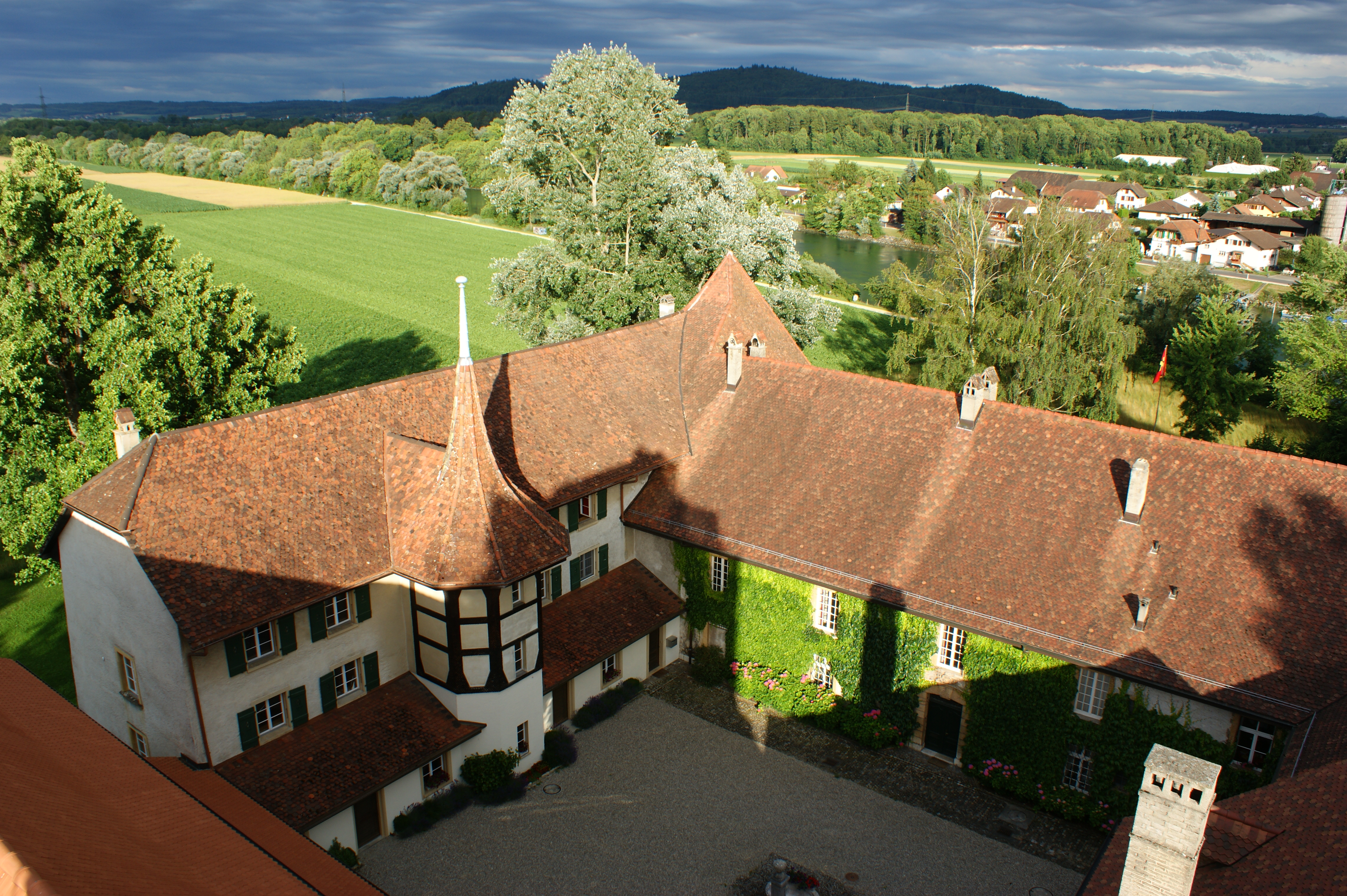
Kloster Gottstatt

Das Kloster Gottstatt ist ein ehemaliges Prämonstratenserkloster in der Gemeinde Orpund im Kanton Bern, Schweiz.
Es wurde 1255 durch Graf Rudolf I von Neuenburg-Nidau erstellt. Zuvor war 1247 ein Versuch zur Errichtung eines Klosters gescheitert.
Der Name des Klosters erscheint in den frühesten historischen Quellen in lateinischer Sprache als Locum Dei (Akkusativ), erstmals 1290 auf Deutsch als Gotstat.
1528 wurde das Kloster im Zuge der Reformation aufgehoben und 1803 wurde es an Private verkauft. Seit 1965 erwirbt die reformierte Kirchgemeinde nach und nach Abschnitte des ehemaligen Klosters. Einige Zeit lang unterrichtete hier Georg Simon Ohm.